# Volker Bartsch
Volker Bartsch es un escultor alemán, nacido el año 1953  en Goslar.

## Datos biográficos

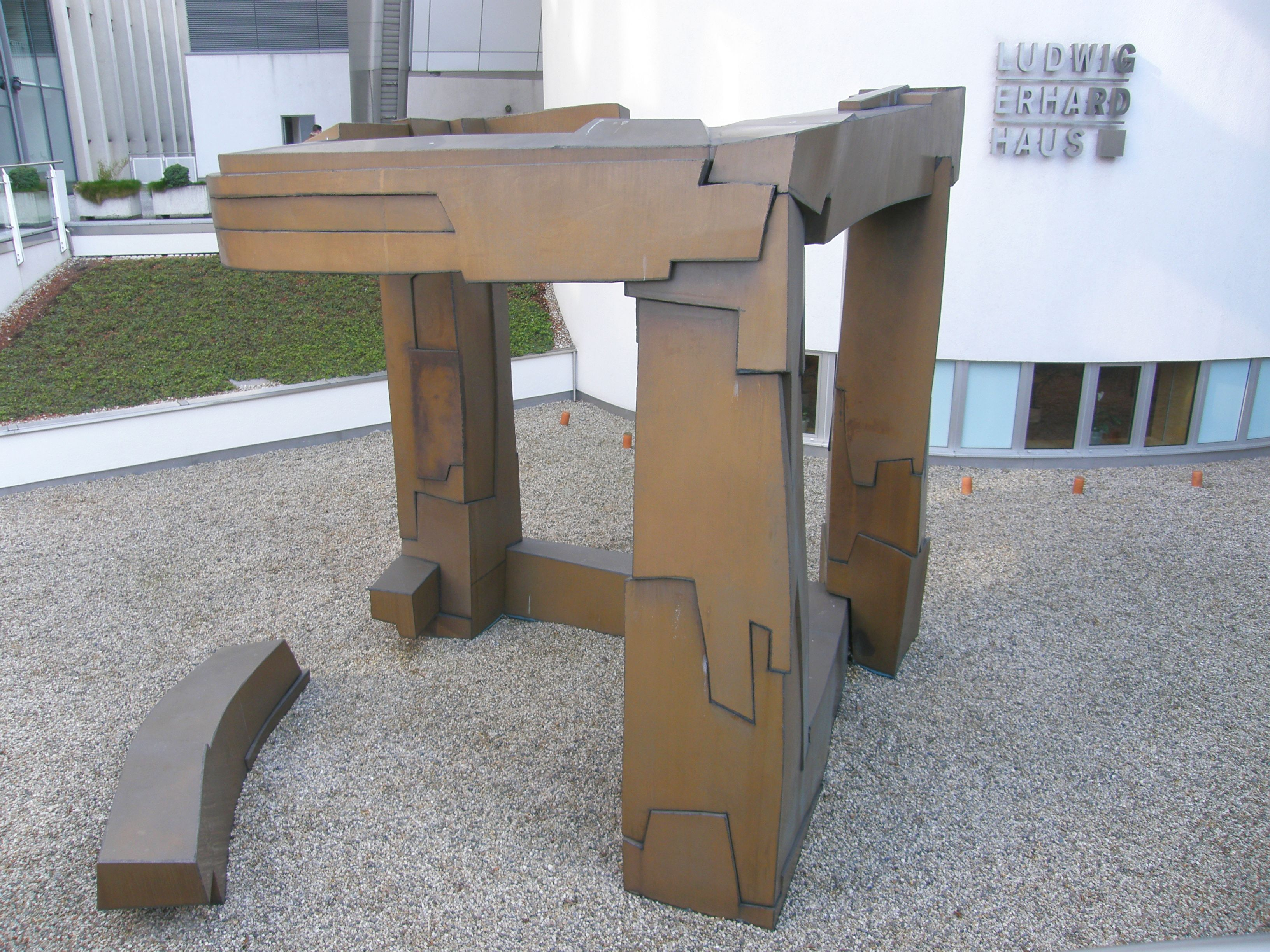
Option - Opción -Ludwig Erhard Haus, Berlín

Volker Bartsch estudió entre 1973 y 1979, la especialidad de escultura en la Universidad de las Artesde Berlín siendo alumno de los profesores Hans Nagel y Joe Lonas , de quien fue nombrado ayudante  de taller en 1979 . Desde 1981, trabaja como artista independiente en Berlín. En 1988 recibió el premio Kaiserring otorgada por el Museo Mönchehaus de su ciudad natal Goslar y en 1990 ganó el Premio de Arte de la secesión de Darmstadt.
Bartsch vive y trabaja en Berlín y desde 1996 tiene un estudio en Wildenbruch en Potsdam.  Desde 1990, Bartsch trabaja con bronce como material exclusivo.

## Trabajos en el espacio público

### Option
Escultura de bronce llamada Option - Opción ; del año 2000, Instalada en la Cámara de Industria y Comercio (IHK) de la Ludwig Erhard -Haus en Berlín

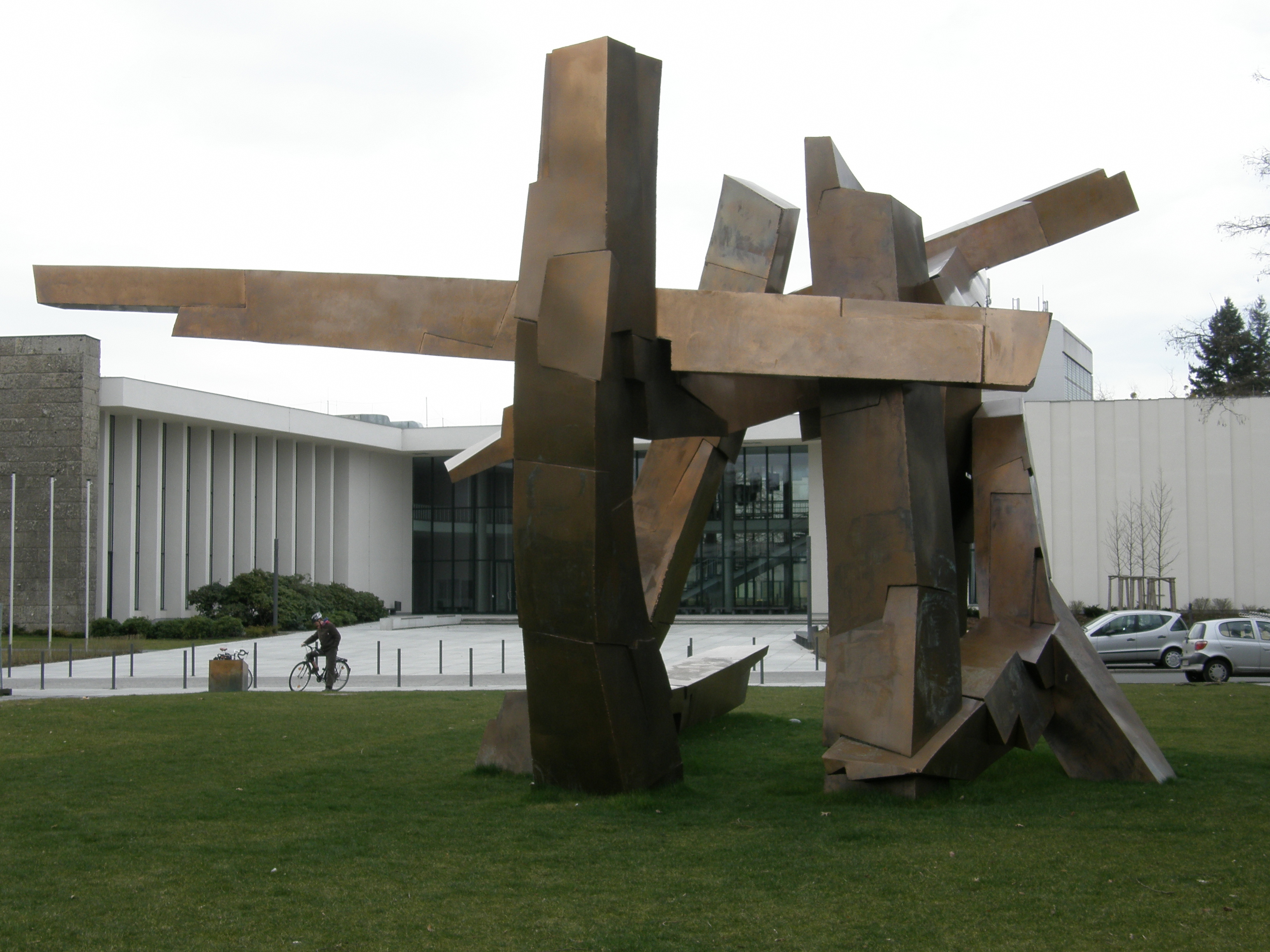
Perspektiven- vista general FU Berlin

### Perspektiven
Escultura de bronce llamada Perspektiven -Perspectivas, del año 2007; instalada en la Universidad Libre de Berlín (FU Berlin).
La obra es considerada la mayor escultura de bronce en Alemania y tiene las dimensiones: 8 x 9 x 12 metros.  La escultura se encuentra en el " Henry Ford -Bau y es una donación de la Bank Sal . Oppenheim Jr & Cie en Colonia en la Universidad Libre.

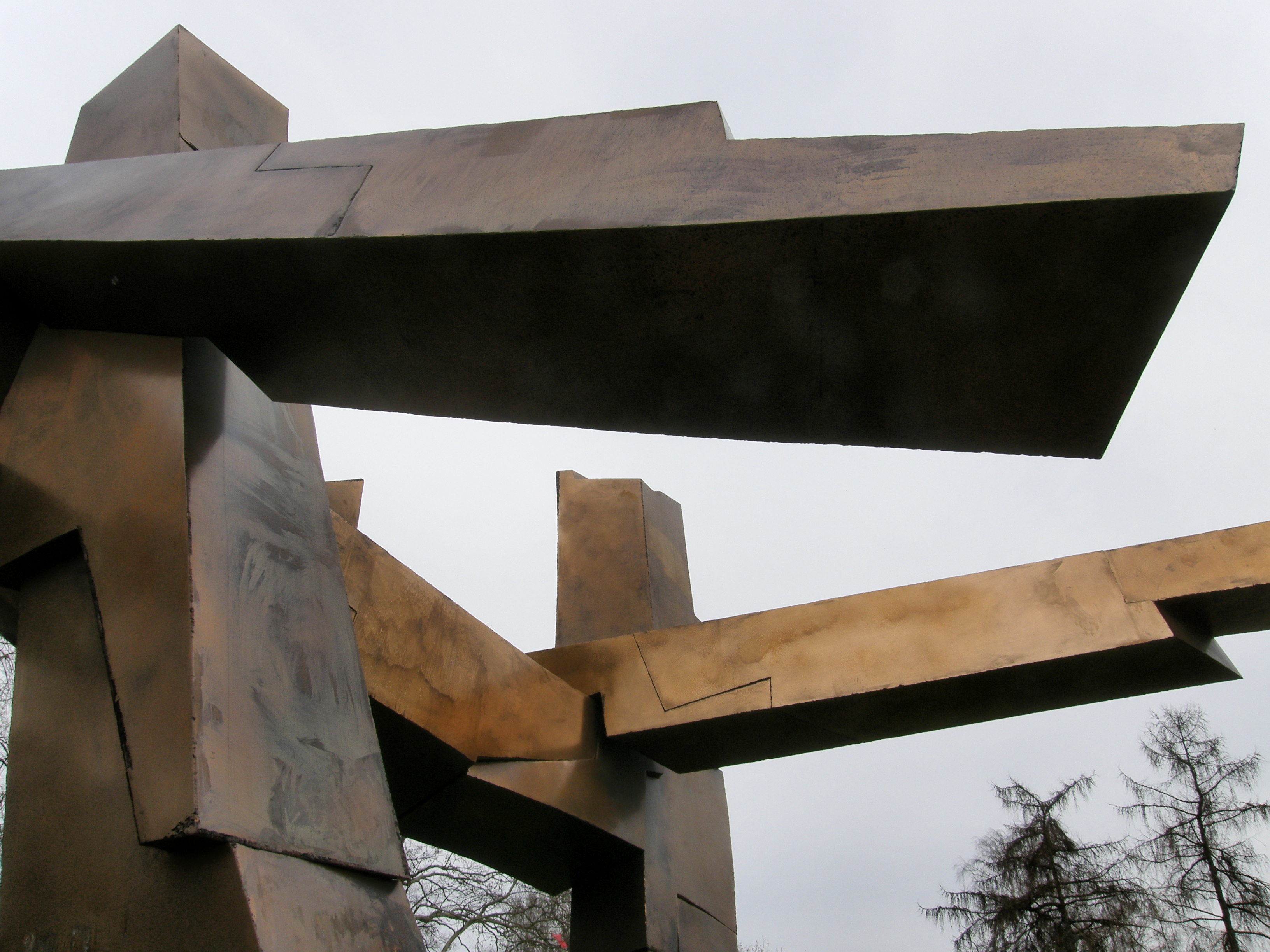
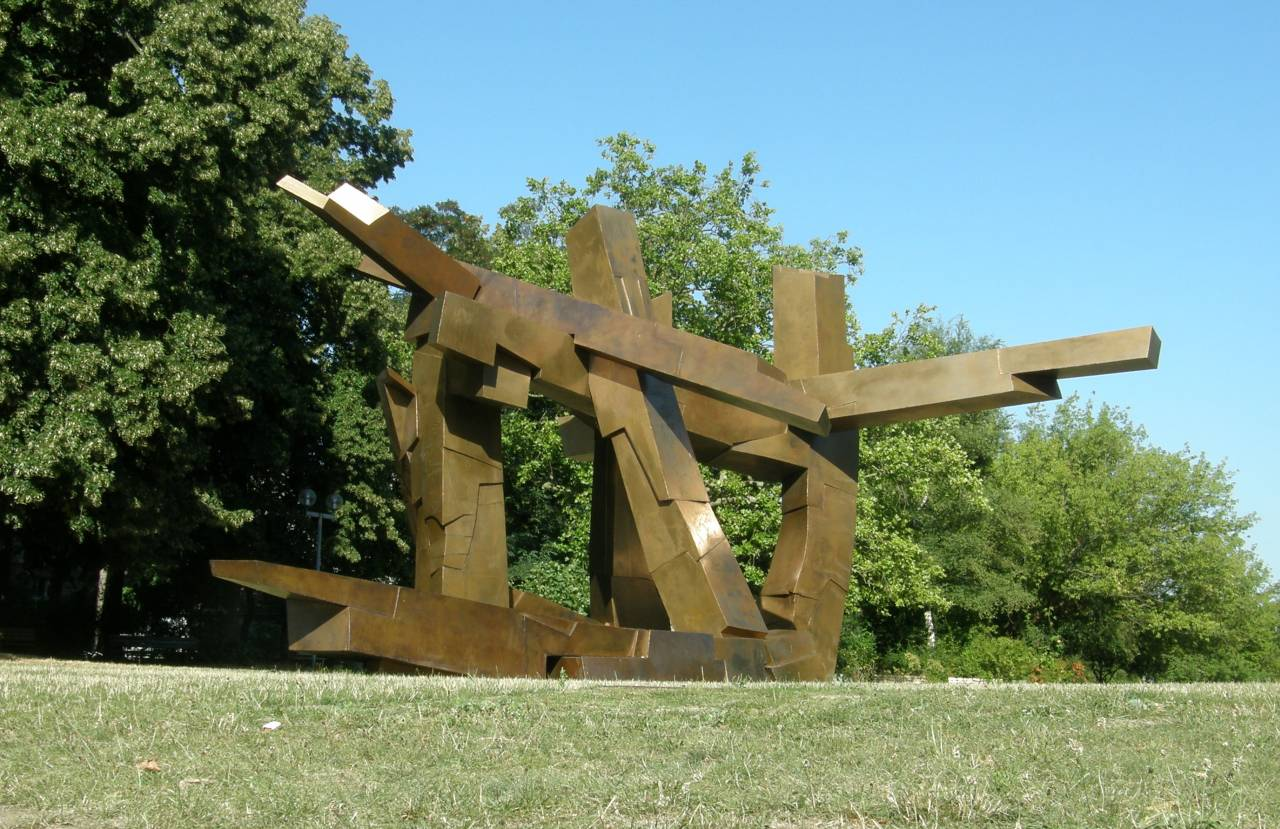
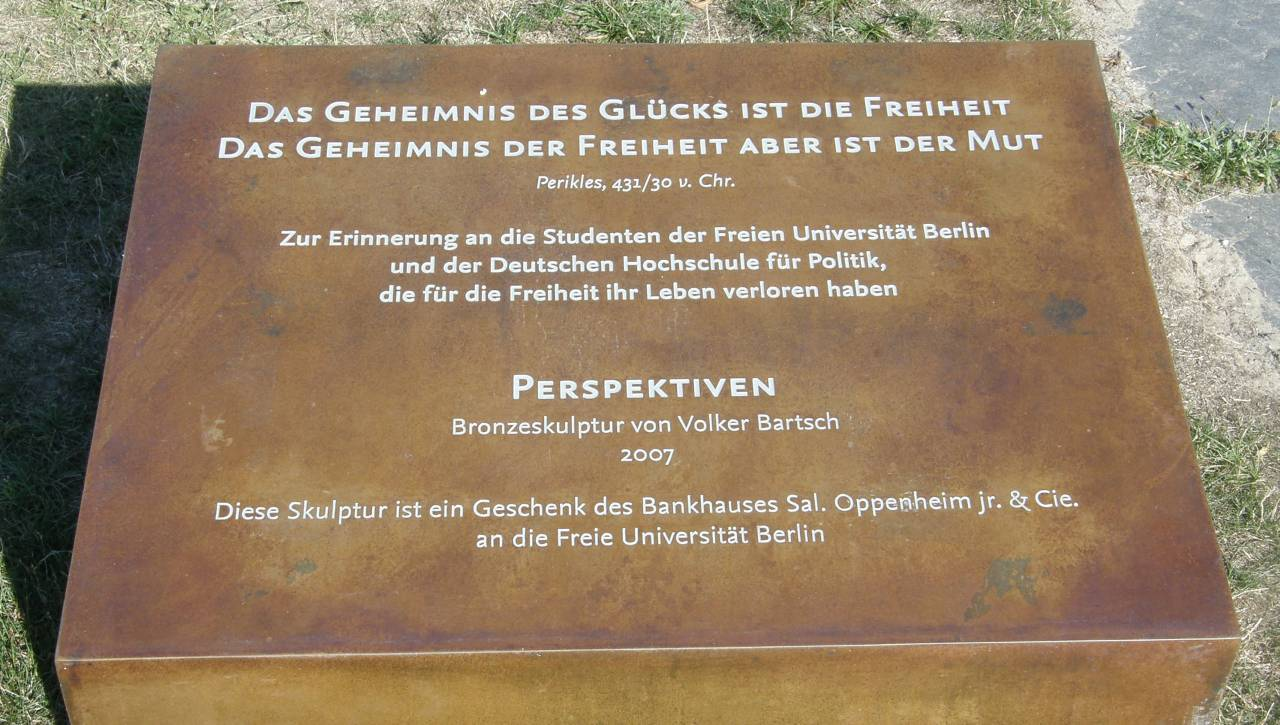

(pulsar sobre la imagen para ampliar) 

### Otras obras
Entre las obras de Volker Bartsch se incluyen las siguientes:
- Ammonitenbrunnen - Fuente Amonita (1987), Olof-Palme-Platz en Berlín (ver galería)
- Seitigkeiten - Reciprocidad (1988), Neue Nationalgalerie / Esculturas Foro Cultural de Berlín (ver galería)
- Gespaltenes Tor - puerta de división (1989), Berlín-Wedding
- Aufbruch - Salida  (1990), Lützowplatz en Berlín
- Wächter - Guardian  (1991), Eschborn
- Schultoranlage - Puerta de la escuela (1992), Lützowstraße en Berlín
- Tor am Karlsbad - Puerta en el Karlsbad (1992), Neue Nationalgalerie / Esculturas del Foro Cultural de Berlín (ver galería)
- Aichacher Torblock - Puerta Bloque de Aichach (1992), Aichach
- Timon Carrée Tor -Puerta  Timon Carrée  (1993), Hannover (ver galería)
- Wartende - Espera  (1993), Schloss Agathenburg en Stade (ver galería)

- Golden Gate - Puerta de oro (1994), San Francisco , Estados Unidos
- Wasserskulptur - Escultura del agua (1994), Großräschen
- Skulpturenensemble - Conjunto escultórico (1995), Schulzentrum Berlin-Hohenschönhausen
- 7° (1996), Aichach
- Verwinkeltes Tor - Puerta de los rincones y recovecos  (1996), Basilea
- Wasserskulptur - Escultura del agua (1997), Schwarzheide
- Power Gate - Puerta del Poder (1998), Potsdam
- Hidden Treasure - Tesoro oculto (1999), Senftenberg (ver imagen lateral)
- Grenzenlos - Sin límites  (1999), Plessow
- UE I (2000), Max-Delbrück-Zentrum en Berlín
- Gespiegelter Raum - Sala de espejos (2000), Caja de Ahorros de Ruhland
- Brückenschlag - Puentes (2001), Fráncfort del Meno (ver galería)
- Goslar-Skulptur - Escultura de Goslar (2002), Goslar
- drei Außenskulpturen - tres esculturas al aire libre(2003), Meppen
- Dreifach-Tor - Puerta triple (2009), Fráncfort del Meno

## Galería

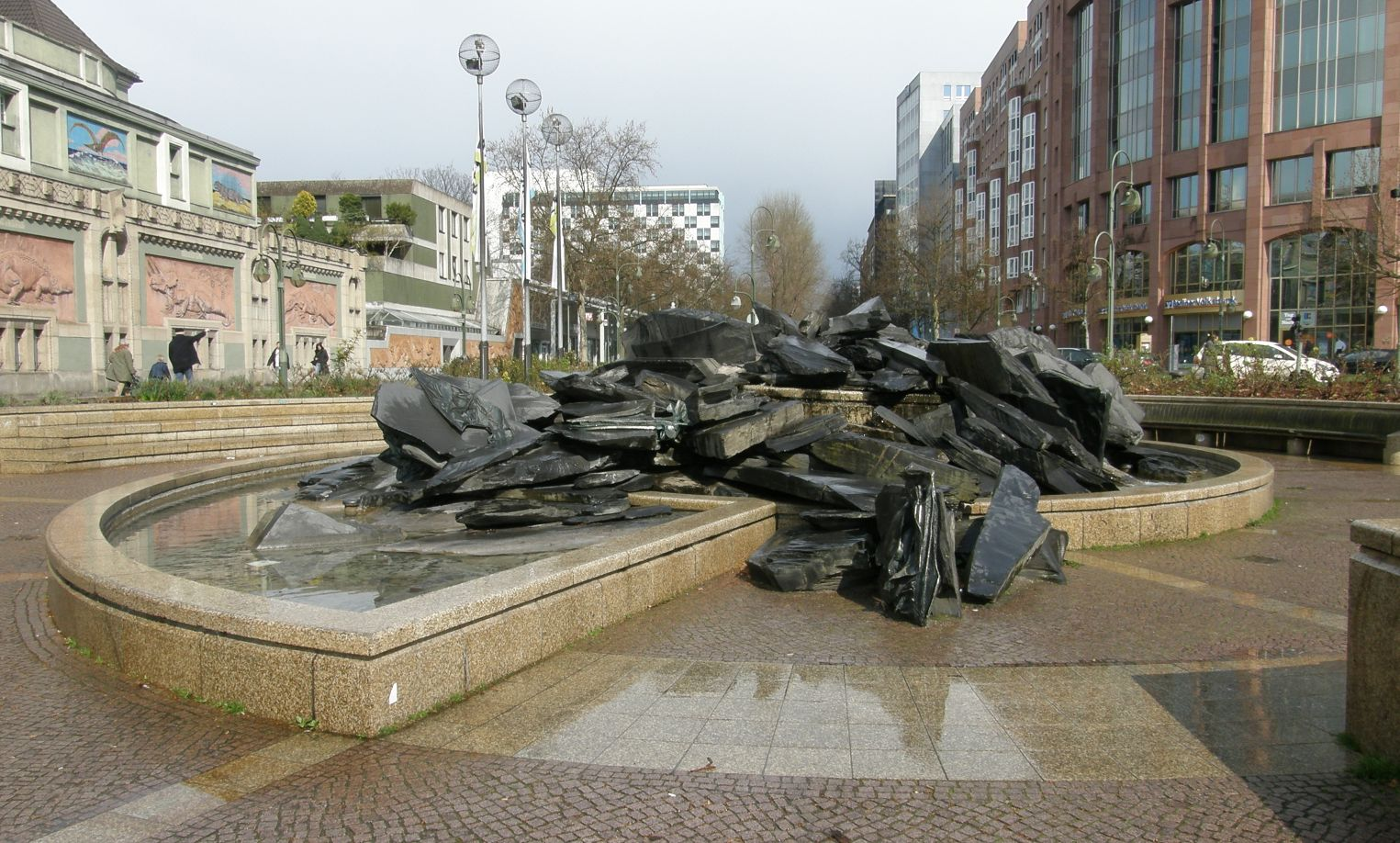
Ammonitenbrunnen- fuente Amonita (1987), Berlín
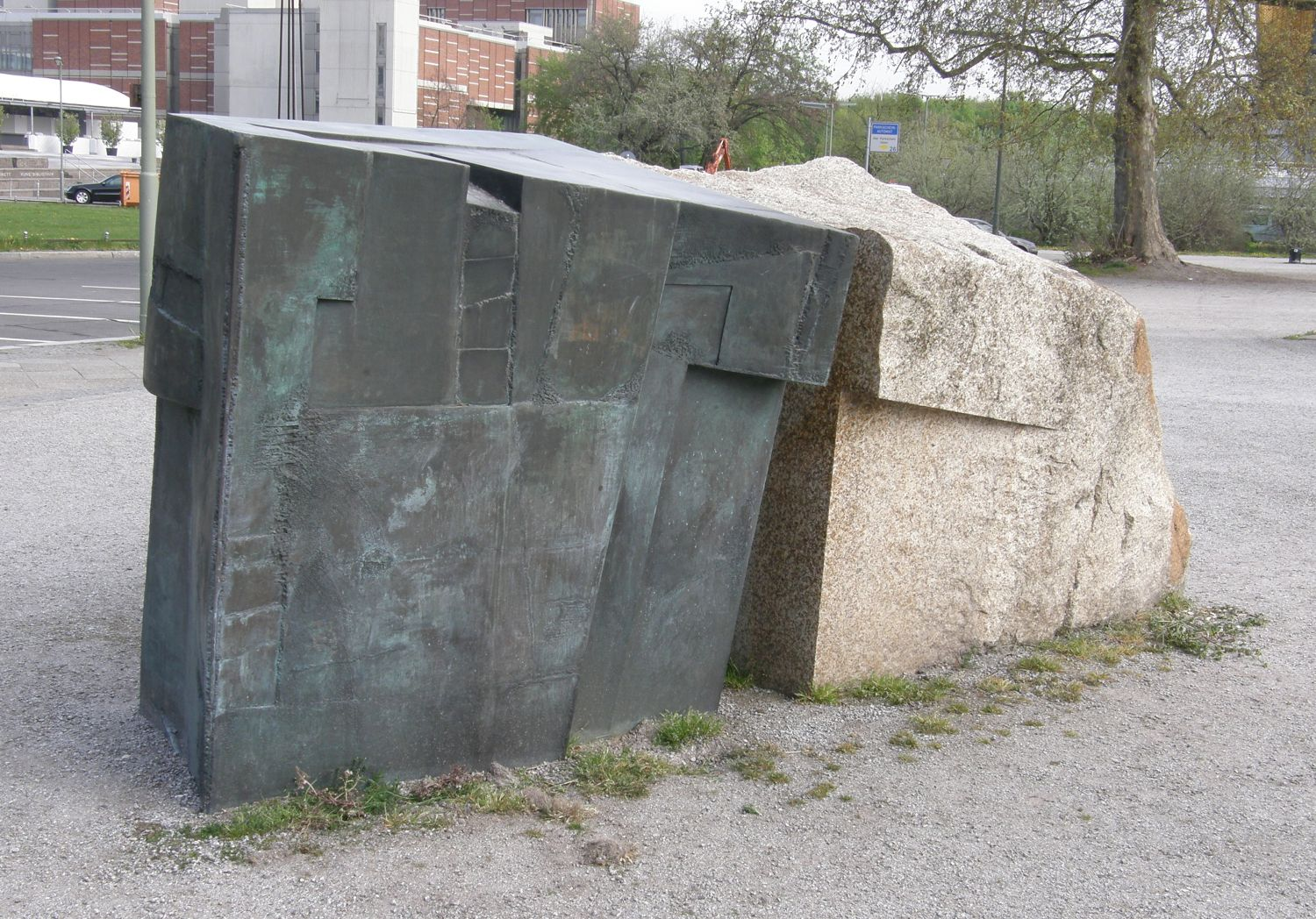
Seitigkeiten - Reciprocidad (1988), Berlín
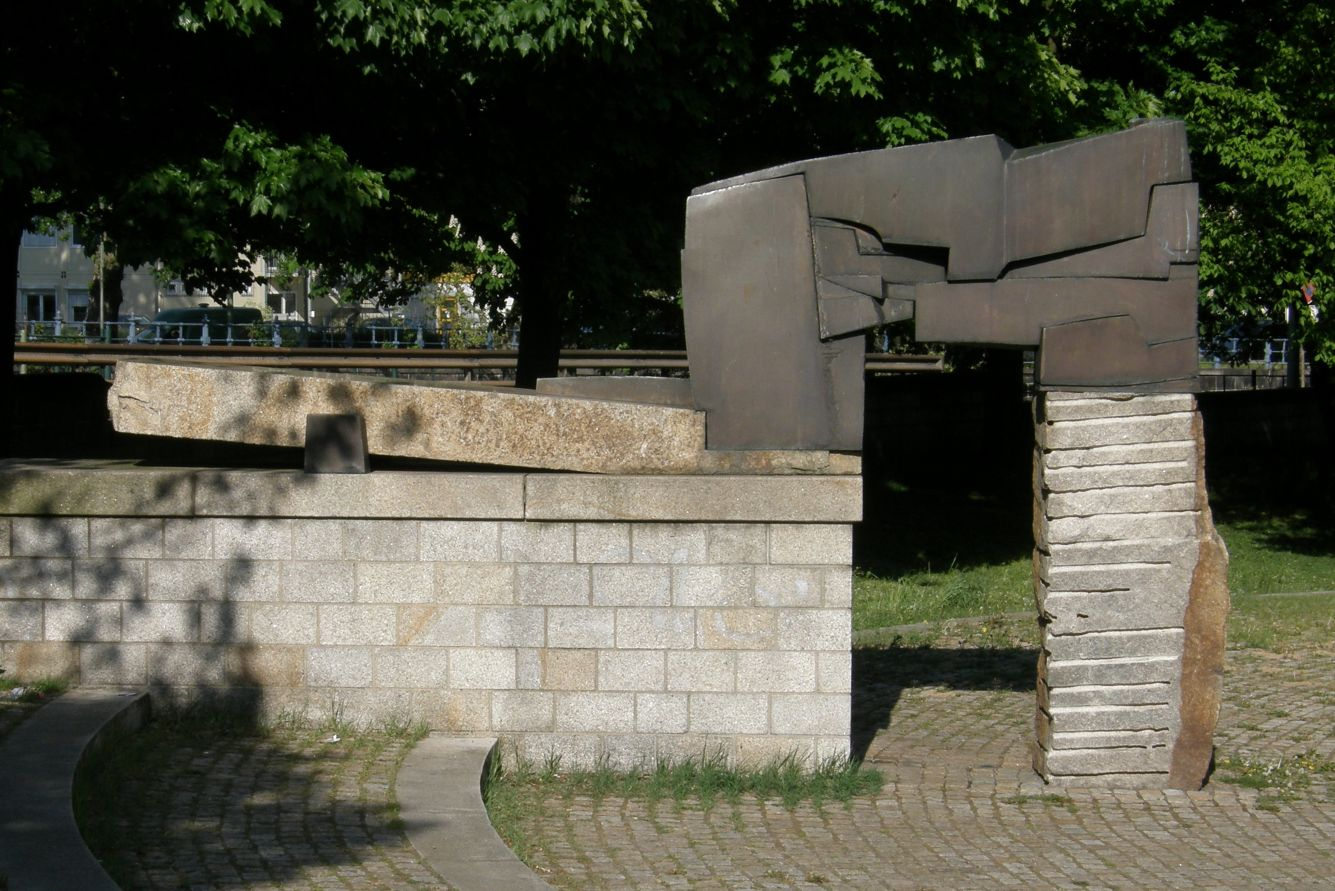
Puerta en el Karlsbad (1992), Berlín
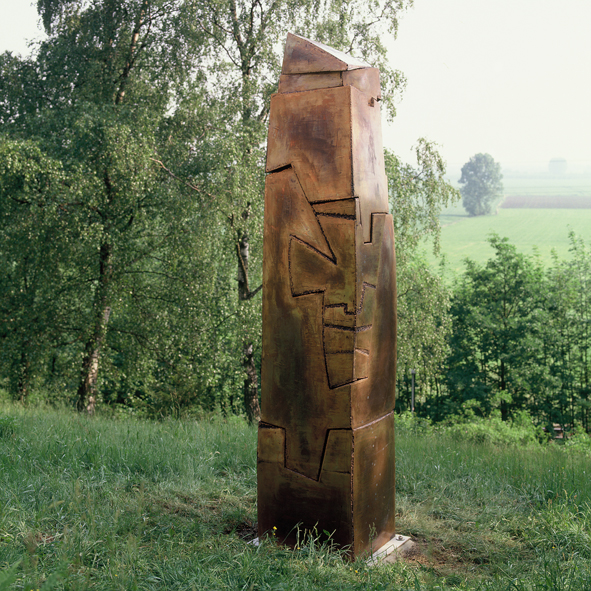
Wartende - Espera (1993), el Castillo de Agathenburg, Stade
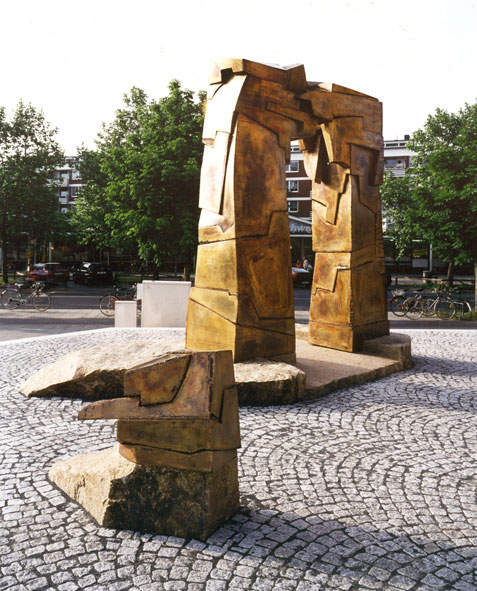
Puerta Timon-Carrée (1993), Hannover
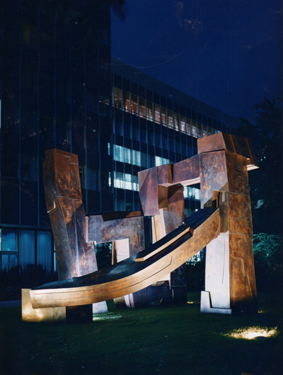
puente (2001), Fráncfort del Meno.